# Pseudocillimops rufoniger
Pseudocillimops rufoniger là một loài tò vò trong họ Ichneumonidae.